# الشبكات الاجتماعية (مجلة)
الشبكات الاجتماعية (بالإنجليزية: Social Networks)‏ هي مجلة أكاديمية فصلية مُحكمة تغطي الأبحاث حول نظرية الشبكات الاجتماعية. رؤساء تحريرها هم توماس فالينتي من جامعة جنوب كاليفورنيا، ومارتن إيفريت، من جامعة مانشستر. تأسست في عام 1979 وتنشرها حاليًا دار نشر إلزيفير.

## الاستخلاص والفهرسة
تلخص مجلة الشبكات الاجتماعية وتفهرس في:
- مؤشر الأنثروبولوجيا [الإنجليزية]
- الأدب الأنثروبولوجي [الإنجليزية]
- المحتويات الحالية / العلوم الاجتماعية والسلوكية
- سكوبس
- فهرس الاستشهادات في العلوم الاجتماعية [الإنجليزية]
- الملخصات الاجتماعية [الإنجليزية]

وفقًا لتقارير الاستشهاد بالمجلات الأكاديمية، كان عامل التأثير لعام 2011 هو 2.931، ممّا جعلها في المرتبة السادسة من بين 137 مجلة في فئة علم الاجتماع". وفي عام 2020، بلغ عامل التأثير 2.376.